# Тере Росе (Асти)
Тере Росе је насеље у Италији у округу Асти, региону Пијемонт.
Према процени из 2011. у насељу је живело 47 становника. Насеље се налази на надморској висини од 187 м.